# الغارات الإسرائيلية على اليمن في 26 ديسمبر 2024
في 26 ديسمبر 2024، شنت خمسٌ وعشرون مقاتلة من سلاح الجو الإسرائيلي غارات مكثفة على عدة أهداف داخل مناطق سيطرة الحوثيين في اليمن، مستهدفةً على وجه الخصوص مطار صنعاء الدولي في قلب العاصمة. ووفقًا للتصريحات الإسرائيلية، جاءت هذه الضربات في إطار "عملية تسيلي هاكيرم" (بالإنجليزية: Operation Sounds of the Vineyard)، ردًا على إطلاق الحوثيين صواريخ باليستية وطائرات مسيرة باتجاه الأراضي الإسرائيلية. تندرج هذه الهجمات ضمن سلسلة من الغارات الإسرائيلية التي ضربت اليمن خلال ديسمبر، وسط تصاعد العمليات العسكرية الحوثية في الحرب الدائرة بين إسرائيل وحماس.

## الخلفية
منذ اندلاع الحرب بين إسرائيل وحماس في 7 أكتوبر 2023، انخرطت جماعة الحوثيين في نزاع متصاعد مع إسرائيل، ليشهد الصراع امتداده إلى الساحة اليمنية.
في 20 يوليو 2024، شنت إسرائيل هجومًا جوّيًا واسعًا على ميناء الحديدة غربي اليمن، معلنةً أن الغارات استهدفت بنية الحوثيين التحتية. قصفت المقاتلات الإسرائيلية مستودعات ذخيرة مزعومة، ومنشآت تخزين النفط، بالإضافة إلى محطات توليد الكهرباء، محدثةً انفجارات هائلة في قلب المنطقة.
لم تتوقف الغارات عند هذا الحد، إذ عادت إسرائيل لتضرب أهدافًا داخل اليمن في سبتمبر، ثم صعّدت عملياتها بشكل غير مسبوق في ديسمبر، مما زاد من حدة المواجهة العسكرية في المنطقة.

## الضربات
في 26 ديسمبر، نفذت 25 مقاتلة من سلاح الجو الإسرائيلي سلسلة غارات جوية مكثفة، تزامنت مع خطاب ألقاه زعيم الحوثيين عبد الملك الحوثي.
ووفقًا لقناة العربية، استهدفت الضربات الجوية مطار صنعاء الدولي، ميناء الحديدة، ومحطة طاقة قرب العاصمة. جاءت العملية في إطار استراتيجية تهدف إلى تعظيم حجم الأضرار مع الحفاظ على عنصر المفاجأة.
كان برج التحكم في المطار من بين الأهداف الرئيسية، حيث تم تعطيله بالكامل، إلى جانب استهداف طائرات مدنية يُزعم أن الحوثيين يستخدمونها لأغراض عسكرية.
وأشارت تقارير متعددة إلى وقوع خسائر بشرية وأضرار واسعة في البنية التحتية، في حين اتهمت وسائل الإعلام الحوثية إسرائيل باستهداف منشآت مدنية، وهو ادعاء لم يتم التحقق منه بشكل مستقل.
أبلغت إسرائيل الولايات المتحدة مسبقًا عن الهجمات، وأكد مسؤولون إسرائيليون أن الضربات جاءت ردًا على تصعيد الحوثيين، محذرين من أن المزيد من العمليات العسكرية ستنفذ إذا استدعت الحاجة. وبعد وقت قصير من الموجة الأولى، نفذت إسرائيل موجة ثانية من الغارات الجوية، استهدفت خلالها مطار صنعاء الدولي بسبع ضربات مكثفة، ما أدى إلى تدمير برج المراقبة وتعطيل مدرج الهبوط. كما تعرض ميناء الحديدة وميناء رأس عيسى لثلاث ضربات جوية لكل منهما، إلى جانب استهداف محطات الطاقة في حزيز ورأس كُنب، مما ألحق أضرارًا كبيرة بالبنية التحتية في المناطق المستهدفة.
أعلنت جماعة الحوثيين، عبر وسائل إعلامها الرسمية، أن الغارات الجوية أوقعت ثلاثة قتلى على الأقل، وأصابت أربعة عشر آخرين، في حصيلة أولية للهجوم. وأشارت التقارير إلى أن ثلاثة قتلى سقطوا داخل مطار صنعاء الدولي، فيما لقي شخص آخر مصرعه في ميناء رأس عيسى، بينما لا يزال ثلاثة أشخاص في عداد المفقودين في مدينة الحديدة، وسط عمليات بحث مستمرة. تم الإبلاغ عن اختفاء ثلاثة آخرين في الحديدة. لم تقتصر الضربات على المنشآت المدنية، بل استهدفت أيضًا الطائرات المقاتلة التابعة لسلاح الجو اليمني (المجلس السياسي الأعلى )، حيث أفادت مصادر إسرائيلية بأن ثلاثًا منها قد أُبيدت بالكامل بفعل القصف. كما تعرضت قاعدة الديلمي الجوية لقصف عنيف، أدى إلى دمار واسع في منشآتها العسكرية. وفي سياق التصعيد ذاته، قصفت إسرائيل أحد آخر الزوارق البحرية المتبقية تحت سيطرة القوات البحرية اليمنية (المجلس السياسي الأعلى)، مما وجه ضربة قاصمة لقدراتها البحرية وأفقدها جزءًا من قوتها الدفاعية في البحر الأحمر.
لحظة انهمار القذائف، كان المدير العام لمنظمة الصحة العالمية، تيدروس أدهانوم غيبرييسوس، برفقة فريق من الأمم المتحدة، يستعدون للصعود إلى طائرة في مطار صنعاء أُصيب أحد أفراد الطاقم بفعل القصف. فيما ارتفعت حصيلة القتلى لاحقًا إلى ستة، وأصيب أربعون آخرون، في تصعيد رفع منسوب التوتر على الساحة الدولية.

## ردود الفعل
أعلنت مصادر في مؤسسة الدفاع الإسرائيلية أن الضربة تعتبر بداية حملة أكبر ضد الحوثيين. رفع الجيش الإسرائيلي مستوى الاستعداد لنظم الدفاع الجوي والقوات الجوية، في توقع رد الحوثيين المحتمل. بعد فترة وجيزة من موجة الضربات الجوية الثانية على اليمن، أطلقت حركة الحوثيين صاروخاً باليستياً في تل أبيب، مما أدى إلى صوتاً من السيرينات عبر وسط إسرائيل، لم يكن مصير الصاروخ واضحاً حيث رفض الجيش الإسرائيلي تقديم مزيد من التفاصيل.

## الإستشهادات
1. ↑  "Israel Bombs Yemeni Airport and Ports After Houthi Missile Launches". نيويورك تايمز (بالإنجليزية). 26 Dec 2024. Archived from the original on 2024-12-26. Retrieved 2024-12-26.
2. ↑  Salem, Mostafa; Tawfeeq, Mohammed (26 Dec 2024). "WHO chief and UN team caught up in Israeli strikes that killed 6 in Yemen". سي إن إن (بالإنجليزية). Archived from the original on 2024-12-26. Retrieved 2024-12-26.
3. ↑  Ari، Lior Ben؛ Zeiton، Yoav؛ Eichner، Itamar؛ Yehoshua، Yossi (26 ديسمبر 2024). "ישראל תקפה בתימן עם 25 מטוסי קרב: "הרוגים בנמל התעופה בצנעא"" [Israel attacked Yemen with 25 fighter jets: "Deaths at Sanaa airport"]. واي نت (بالعبرية). مؤرشف من الأصل في 2024-12-26. اطلع عليه بتاريخ 2024-12-26.
4. 1 2  Ari، Lior Ben؛ Zeiton، Yoav؛ Eichner، Itamar؛ Yehoshua، Yossi (26 ديسمبر 2024). "ישראל תקפה בתימן עם 25 מטוסי קרב: "הרוגים בנמל התעופה בצנעא"" [Israel attacked Yemen with 25 fighter jets: "Deaths at Sanaa airport"]. واي نت (بالعبرية). مؤرشف من الأصل في 2024-12-26. اطلع عليه بتاريخ 2024-12-26.Ari, Lior Ben; Zeiton, Yoav; Eichner, Itamar; Yehoshua, Yossi (2024-12-26).
5. ↑  "Israel strikes Yemen's Sanaa airport, Hodeidah power plant". مؤرشف من الأصل في 2025-01-03. اطلع عليه بتاريخ 2025-01-15.
6. ↑  "תקיפה בתימן: לפי דיווחים, צה"ל תקף בנמל התעופה בצנעא" [Airport and oil facilities: The Air Force carried out a large-scale attack in Yemen]. شركة البث العام الإسرائيلية (بالعبرية). مؤرشف من الأصل في 2024-12-26. اطلع عليه بتاريخ 2024-12-28.
7. ↑  "התקיפה הישראלית הגדולה בתימן: אלה המטרות שצה"ל תקף" [The major Israeli attack in Yemen: These are the targets the IDF attacked]. إسرائيل هيوم. مؤرشف من الأصل في 2024-12-26. اطلع عليه بتاريخ 2024-12-28.
8. ↑  "Head of WHO was in Yemen airport during Israeli air strikes, with crew member injured". بي بي سي نيوز (بالإنجليزية البريطانية). Archived from the original on 2024-12-28. Retrieved 2024-12-28.
9. ↑  "Israeli air strikes hit main Yemen airport". بي بي سي نيوز (بالإنجليزية البريطانية). 26 Dec 2024. Archived from the original on 2024-12-26. Retrieved 2024-12-26.
10. ↑  Ari, Lior Ben; Yehoshua, Yossi (26 Dec 2024). "Israeli officials: '100 aircraft took part in Yemen air raid'". Ynetnews (بالإنجليزية). Archived from the original on 2024-12-26. Retrieved 2024-12-26.
11. ↑  "Houthi TV says Israeli strikes kill 3, wound 11 across Yemen". Times of Israel. 26 ديسمبر 2024. اطلع عليه بتاريخ 2024-12-26.
12. ↑  "Israeli military strikes in Yemen kill 4 people, Houthi-run media say". سي إن إن (بالإنجليزية). 26 Dec 2024. Retrieved 2024-12-26."Israeli military strikes in Yemen kill 4 people, Houthi-run media say".
13. ↑  "דיווח: התקיפה כוונה לעבר מטוסי קרב חות'ים שהיו בשדה התעופה". Channel 14. مؤرشف من الأصل في 2024-12-26. اطلع عليه بتاريخ 2024-12-27.
14. ↑  "דיווח סעודי: 3 מטוסי קרב חות'ים הושמדו בתקיפות בצנעא". Channel 14. مؤرشف من الأصل في 2024-12-27. اطلع عليه بتاريخ 2024-12-27.
15. ↑  "מגדל הפיקוח, גוררת, תחנות כוח: יעדי התקיפה בתימן, והתיאום ההדוק עם ארה"ב" [Control tower, tugboat, power plants: the targets of the attack in Yemen, and the close coordination with the US]. واي نت (بالعبرية). 26 ديسمبر 2024. مؤرشف من الأصل في 2024-12-27. اطلع عليه بتاريخ 2024-12-28.
16. ↑  "WHO chief was in Sanaa Airport during Israeli airstrikes, says he is safe". Times of Israel (بالإنجليزية الأمريكية). Archived from the original on 2024-12-26. Retrieved 2024-12-26.
17. ↑  "Israeli military strikes in Yemen kill 4 people, Houthi-run media say". سي إن إن (بالإنجليزية). 26 Dec 2024. Retrieved 2024-12-26.
18. ↑  Mohamed, Edna; Kurmelovs, Royce; Uras, Umut; Marsi, Federica; Adler, Nils. "Updates: Israeli forces sets fire to Gaza's Kamal Adwan Hospital". Al Jazeera (بالإنجليزية). Archived from the original on 2024-12-28. Retrieved 2024-12-28.
19. ↑  "The patience is over: These are the targets of the Israeli strike in Yemen" (بالعبرية). Channel 14. 26 ديسمبر 2024. مؤرشف من الأصل في 2024-12-26. اطلع عليه بتاريخ 2024-12-26.
20. ↑  "During the leader's speech > Yemen in flames: The IDF struck power stations and oil facilities in broad daylight" (بالعبرية). hm-news.co.il. 26 ديسمبر 2024. مؤرشف من الأصل في 2024-12-26. اطلع عليه بتاريخ 2024-12-26.
21. ↑  "Nighttime sirens again sound in central Israel; IDF says projectile fired from Yemen". Times of Israel (بالإنجليزية الأمريكية). Archived from the original on 2024-12-27. Retrieved 2024-12-27.